# Jazzharmonie
Jazzharmonie is het geavanceerd harmonisch idioom waarvan gebruikgemaakt wordt in jazzmuziek en aanverwante stijlen. Zowel conventionele als minder conventionele technieken komen hierbij aan bod.

## Verschillen en overeenkomsten met klassieke harmonieleer
Er zijn veel gelijkenissen met de klassieke harmonieleer zoals de notatie, akkoordprogressies en de diverse toonladders. De jazz maakt echter ook gebruik van vele gealtereerde en gesubstitueerde akkoorden.
In de jazzmuziek wordt een akkoord opgebouwd zoals in de klassieke harmonieleer. Vaak wordt echter gebruikgemaakt van septiemakkoorden en akkoorden met toevoegingen (none, undecime, tredecime). Ook de technieken voor stemvoeringen (voicings en voice leading - dit zijn technieken om onder meer verschillende akkoorden soepel in elkaar over te laten vloeien) zijn beduidend anders in de jazz.
Het gebruik van Romeinse cijfers bij het analyseren van de akkoordopvolgingen is ook enigszins anders in de jazzmuziektheorie. Bovendien kent de jazzharmonieleer een aantal afwijkende harmonische concepten. Voorbeelden zijn: zowel diatonische als niet-diatonische (re-)harmonisaties, de toevoeging van het V7(sus4)-akkoord als een dominant akkoord of met een andere functie, het verwisselen van mineur- en majeurakkoorden, bluesharmonie.

## Piano en gitaar
De piano en gitaar zijn typische harmonie-instrumenten, die bij uitstek zorgen voor de harmonie in een jazzensemble. De bespelers ervan moeten in 'real-time' keuzes maken m.b.t. de harmonie en de improvisaties van de solist volgen door deze op de juiste wijze met harmonieën aan te vullen. Dit is een van de grootste uitdagingen in de jazz.

## Harmonie in arrangementen en composities
In een big band is de harmonie natuurlijk ook de basis voor het arrangeren van blazerssecties samen met de melodie etc. Van de solist die improviseert over deze harmonieën wordt verwacht dat deze een volledig besef heeft van de grondslagen van de harmonie(leer), maar ook een eigen (unieke) benadering van de akkoorden en hun bijbehorende toonladders. Door deze bouwstenen (en ook een persoonlijke ritmische opvatting) allemaal te combineren kan men een eigen speelstijl ontwikkelen.
Voor de jazzcomponisten is de harmonie ook een belangrijk stijlelement. Open (modale) harmonieën komen bijvoorbeeld veelvuldig voor in de muziek van McCoy Tyner, terwijl veel van John Coltranes composities weer worden gekenmerkt door zeer snel wisselende akkoordopvolgingen. De composities van Horace Silver, Clare Fischer, Dave Brubeck en Bill Evans zijn voorbeelden van de typische akkoord-rijke stijl van veel pianist-componisten. Joe Henderson, Woody Shaw, Wayne Shorter, Benny Golson, Dizzy Gillespie en Charles Mingus zijn niet-pianisten die ook een sterk gevoel hebben voor de betekenis van de harmonie in composities en de betekenis voor de stemming die een stuk uit wil dragen. Toch is ook voor deze musici een 'harmonie-instrument' als de piano een onmisbaar hulpmiddel.

## De theorie

### Harmonische trappen en functies
| De harmonische trappen | De harmonische trappen                |
| ---------------------- | ------------------------------------- |
| I                      | Tonica                                |
| II                     | Sub-dominant                          |
| III                    | Vervanging van tonica of dominant     |
| IV                     | Sub-dominant                          |
| V                      | Dominant                              |
| VI                     | Vervanging van sub-dominant of tonica |
| VII                    | Vervanging van dominant               |

De jazzmuziektheorie gebruikt, net als de klassieke harmonieleer, de zeven harmonische trappen (aangegeven met Romeinse cijfers I t/m VII). Deze trappen geven de functie of harmonische verhouding weer van de akkoorden. De hoofdfuncties zijn tonica, subdominant en dominant. De trappen III, VI en VII functioneren als een soort vervanger voor een van de hoofdfuncties (zie tabel).
De tonicadrieklank wordt het tooncentrum genoemd. De majeurladder die op de tonica gespeeld wordt is de basis van ons tonaliteitsbesef. De Ve trap staat in de verhouding van een kwint tot de tonica (kwintverwantschap). De dominant heeft een leidende of stuwende functie richting de tonica. De opvolging V-I heeft een sluitend effect. De IVe trap heeft een tonica-vliedend effect. Deze wordt dan ook vaak opgevolgd door een Ve trap.
De opeenvolging II-V-I die in de jazz veelvuldig voorkomt is verwant aan de klassieke opvolging van sub-dominant - dominant - tonica (IV-V-I) maar dan met de IIe trap (sub-dominant vervanger) in plaats van de IVe trap. Deze opeenvolging komt zo vaak voor in de jazz dat het de meeste jazzmusici loont de nodige licks over deze akkoordprogressie in te studeren.

### Akkoordtoevoegingen
Een belangrijk aspect van jazzharmonie is het gebruik van toevoegingen en alteraties daarvan (tensions) in akkoorden (en toonladders). Zo wordt zeer vaak de septiem toegevoegd aan akkoorden op trappen waar dit in klassieke muziek zou worden vermeden. Soms wordt ook de septiem verlaagd tot dominant septiem (Bijvoorbeeld op I of IV) om een bluesy karakter te geven. Maar de harmonie van de jazz is ook zo afwisselend, dat dominant-7 akkoorden tussengevoegd kunnen worden om de weg te wijzen naar andere trappen van de toonsoort. Zo ontstaan "tussendominanten". Daarnaast komen toevoegingen als none, undecime en tredecime veelvuldig voor. Deze worden aangeduid met 9 11 en 13 in de akkoordsymbolen. Deze toevoegingen geven de jazzmuzikant een palet aan kleuren die bij het 'voicen' van de akkoorden kunnen worden gebruikt.
Het is gebruikelijk om akkoordtoevoegingen naar eigen inzicht toe te voegen aan de akkoorden (ook afhankelijk van wat de solist speelt!). Op leadsheets met akkoordsymbolen worden vaak niet te veel toevoegingen expliciet vermeld om zo meer vrijheid te geven aan de spelers. Bijvoorbeeld, als ergens C7 staat dan kan dit desgewenst gespeeld worden als C7alt of als C7b913 of als C79 #11 of zelfs als C6 9 als het zo uit komt. Andersom: als er staat C#11 betekent dit impliciet dat de septiem en de none ook gespeeld (kunnen) worden.
| Toevoegingen | Toevoegingen |
| ------------ | --- |
| 9 / b9       | Deze toevoeging is het 'veiligst'. Het is vaak (onverlaagd) een neutrale extra kleuring van septiemakkoorden. Vaak als b9 in akkoorden met een V7 functie waarbij het een extra stuwing geeft naar de kwint van de tonica. De b9 lost nl. met een kleine secunde stap op naar die toon. b9 (alleen gebruiken bij Dominant) komt oorspronkelijk uit de mineur-toonladder en klinkt dan ook het natuurlijkst in mineurcadensen. Maar natuurlijk kan, voor extra spanning, de b9 in majeurcadensen gebruikt worden. Het is veel spannender. |
| 11 / #11     | Deze wordt meestal gespeeld als #11 omdat hij anders te veel dissoneert met de terts. Als onverhoogde 11 in sus-akkoorden (waar immers de terts niet wordt gespeeld) en mineur septiemakkoorden. Het 11-akkoord zonder terts wordt ook wel de popdominant genoemd, vanwege het veelvuldige gebruik van dit akkoord in popmuziek. Vb. Bb/C |
| 13 / b13     | Deze toevoeging is iets complexer. Zowel de 13 als b13 komen geregeld voor. De 13 bijvoorbeeld in CMaj13 of Csus13 (vaak genoteerd als Bmaj7/C) en akkoorden uit het 'octotonisch toonspectrum' zoals C7b9#11 13. De b13 is vaak in combinatie met een b9 in een altered akkoord. |

Verder kan onthouden worden dat de 9 en de 13 de meest voorkomende toevoegingen zijn. Ze vervangen hierbij de wat "saaiere" 5 (13 is 5, de kwint, + 1) en de toch al wel door de bassist gespeelde grondtoon (9 = 1 of 8 + 1).

## Meer informatie
Er is veel geschreven zowel in boeken als online over dit onderwerp. Jazzharmonie is hét onderwerp waar de meeste spelers (en luisteraars) informatie over zoeken. Dan Haerle, Arnie Berle, Jamey Aebersold, Jerry Coker, David Baker, Mark Levine en John Mehegan hebben hierover interessante teksten geschreven. Ook het internet biedt een uitgebreid aanbod aan informatie.